# 웃지 않는 개그반
《웃지 않는 개그반》은 현용민이 네이버 웹툰에 연재하는 웹툰이다.

## 등장인물

### 개그반 학생들

#### 왕진지
웃지 않는 개그반의 주인공이다. 웃음을 찾고 싶어 개그맨이 돼야겠다는 결심을 했다. 무용과에서 퀸카라고 불리던 유유희랑 사귀었었다. 최근엔 송아리와 연애중 결별했다. 집안 내력때문인지 웃음이 거의 없다. 그래서인지 모든 교사들의 천적이기도 하다. 현재 김치만의 제자이다. 여태까지 방냉이를 딱 5대 맞아서 선생님들이 때릴려고 안달이다.

#### 송아리
예고편에서 얼굴을 비추었고, 4화에서 존재를 알린 미녀인 여학생이다. 남학생들의 시선을 한눈에 받고 있다. 왕진지 다음으로 많이 웃지 않는데, 이로 인하여 부반장이 되어서 왕진지가 학교를 떠나야겠단 마음을 접게 만들었다. 주로 웃다가 걸리는 시간은 수학과 윤리인데, 이것을 통해 동물애호가임을 알 수 있다. 처음에는 왕진지와는 그냥 친구 사이였으나, 왕진지가 어느 여자애에게 연락처를 받은 이후로는 그것을 신경을 쓰는 듯한 모습이 있다. 송아리도 왕진지에게 마음이 있는 것 같기도 하다. 왕진지와 교제 중 결별했다.

#### 여성용
반 최고의 꽃미남으로 묘사된다. 8화에서 담임네이터한테 파리서울 바게뜨 봉다리를 뒤집어 쓴 일로 10화에서도 서울 바게뜨 봉다리를 뒤집어 쓰게 된다. 17화에서의 개그 '빵사세요'로 마구철을 빵 터지게 하지만, 학생들은 그의 개그를 알아주지 않는다. 지하철에서도 발레복을 입는 마구철의 모습을 보고 유일하게 반에서 마구철을 존경하는 듯 하다.

#### 모대남
5화에서 처음 등장한다. 성격은 상당히 불량하다. 2기 때 허두승을 왕따시킨다. 가끔은 합리적인 발언을 해서 친구들이 부당하게 맞는 것을 막으려고 하지만 결과는 항상 시궁창이다. 만우절을 마누절이라고 쓰는 등 초등학생만도 못한 모습을 보일 때도 있다.

#### 허두승
7화에서 이름이 알려졌고, 얼굴은 첫화부터 나왔다. 첫화부터 떨어진것 같다면서 실실 웃는 등, 많이 웃어서 가장 많이 맞는 학생이다. 그리고 시즌2 마지막화에 차에 치인다. 시즌 3에서 허두승은 반 아이들에게 저주를 내린다.

### 선생님
선생들이 학생들이 웃을때마다 체벌할 때 사용하는 방냉(防冷)이는 사실 스펀지다. 하지만 스펀지로도 아프게 때릴수 있다고 한다.

#### 마구철 (담임네이터)
개그반의 담임이다. 양갈래 머리의 핑크색 발레복, 대머리에 올챙이배, 근육질의 마초남이며 지하철에서도 이 복장을 한다. 학생들은 이런 웃긴 모습에 포복절도했지만 마구철은 정색을 하며 웃으면 4망한다는 급훈을 내세운다. 4망이란 글자에 웃은 남학생을 구타하며, 씰룩거리는 엉덩이에 빵 터진 여학생도 구타한다. 학교 생활 둘쨋날 한번도 웃지 않았을 뿐더러 기습 공격도 통하지 않는 왕진지에게 기대를 걸고 반장 배지를 준다.

#### 과학 선생님
과학적으로 검증된 진리와 법칙만을 가르치겠다고 말하지만 학생들을 체벌할 때는 굿을 한다. 어떤 편에서는 모대남에게 "과학의 발전을 방해하는 귀신이 끼었다!"라는 멘트를 날리기도 한다. 방냉이로 체벌하지 않고 스펀지가 붙은 부채로 체벌한다.

#### 체육 선생님
늙고 심장질환이 있다. 쓰러질것 같으면서도 학생들을 체벌할 때는 엄청난 힘을 발휘한다.

#### 국사 선생님
흑인에 레게머리를 한 외모로 왠지 락을 할것같은 느낌의 선생님이다. 학생들이 웃자 인종차별하냐면서 학생들을 체벌한다. 캐.나.다의 고문관 선생님이다. 성이 한씨인것으로 밝혀졌다. '니가(Nigga,깜둥이)'라는 단어를 싫어한다.

#### 윤리 선생님
이름은 견분녀. 뉴스에 나오는 ㅇㅇ녀처럼 눈을 가리고 있디 바닥에 침을 뱉는대다가 말투도 거친 등 윤리와 거리가 먼 모습을 보여준다. 몽둥이는 데리고 다니는 강아지인 개몽이.

#### 영어 선생님
이름은 허당. 훈장님의 포스가 난다. 학생들을 팰때는 영어를 사용한다.

#### 보건 선생님
이름은 나세균. 씻지도 않고 코도 파는 등 비위생적이다.

#### 수학 선생님
이름은 오랑이. 오랑우탄이다. 학생들을 팰때는 손이 아니라 발로 체벌한다. 수학선생님이다.

#### 사회 선생님
이름은 조복. 수업 중 학생을 체벌하다 학생의 아버지가 경찰인걸 알게되고 오줌을 지린다. 그 이후로는 험상궂은 얼굴에 성인용 기저귀를 입고 등장한다. 사투리를 쓴다.

#### 일본어 선생님
이름은 나까무라. 아프리카 원주민이다. 달리기를 잘한다. 학생들을 팰때 상대방의 발을 묶거나 방냉이를 독침으로 쓴다.

### 기타 주인공들

#### 왕섬득, 김솔음 (왕진지의 부모)
- 왕섬득, 김솔음

이름처럼 섬뜩하고 소름돋는다. 항상 험상궂은 표정이다. 주변 사람들은 물론 주인공인 왕진지까지 종종 부담스러워 할 정도로 웃지 않는다.

#### 심화학습 동아리 캐나다의 학생들
일진인듯 하면서 나왔으나 등장하자 마자 모대남에게 맞는다. 세 사람의 얼굴을 합치면 캐나다이다. 개그 캐는 동아리여서 약자가 캐나다이다.

#### 안대소
웃음을 샤(사)랑하는 사람들의 모임, 줄여서 웃샤의 리더격 인물이다. 왕진지에게 자신의 동아리에게 들어올 것을 권유하여 왕진지가 학교 생활을 순탄치 못하게 하는 원인을 제공했다.

#### 유유희
무용과 소속이다. 예쁜 여학생으로 등장하며, 수련회에서 방냉이로 마구철을 패는 모습에 왕진지에게 호감을 느끼고 진지에게 자신의 연락처를 준다. 하지만 아무리 기다려도 답변이 없자 내 호의를 거절한건 네가 처음이야라고 생각하게 된다. 하지만 왕진지는 같은반 급우들의 중상모략으로 이렇게 되었다고 입이 뇌보다 먼저 움직이며 변명을 하게 된다. 유유히 걸어가는 것이 특징.